# Amoklauf von Jokela
Beim Amoklauf von Jokela tötete der 18 Jahre alte Schüler Pekka-Eric Auvinen am 7. November 2007 insgesamt acht Menschen in einem Schulzentrum in Jokela, einem Teil der finnischen Gemeinde Tuusula nördlich von Helsinki.

## Verlauf
Nachdem der Täter vier Schüler, eine Schülerin, die Schulkrankenschwester, eine Studentin sowie die Schulleiterin mit einer kleinkalibrigen (.22 LR) Sig-Sauer-Mosquito-Pistole getötet hatte, fügte er sich selbst schwere Schussverletzungen zu, denen er später im Krankenhaus erlag. Schulleiterin Helena Kalmi starb, nachdem sie über die Lautsprecheranlage Lehrer und Schüler gewarnt und sich danach dem Täter in den Weg gestellt hatte.

## Hintergründe
Auvinen hatte sich in den Monaten vor seiner Tat im Internet intensiv selbst profiliert und zahlreiche Videos für YouTube erstellt. Die Polizei fand 46 auf seinem Computer vor; er selbst gab aber über 140 an. Seine Mitschüler wussten von diesen Online-Aktivitäten bereits seit Frühjahr 2007 und es gab Gerüchte, dass er einen Sprengstoffanschlag plane. Im Juni 2007 warnte der YouTuber TheAmazingAtheist in einem Video davor, dass Auvinen ein potenzieller Amokläufer sein könnte, und verwies hierfür auf sozialdarwinistische und die Columbine-Täter verherrlichende Inhalte in seinen Videos. Auvinen trat zuerst unter dem Namen NaturalSelector89 auf, bis dieser von YouTube gesperrt wurde; danach nutzte er den Kanal Sturmgeist89. Unmittelbar vor der Tat kündigte er diese dort in einem Video mit dem Titel Jokela High School Massacre – 11/7/2007 an. Polizeiliche Ermittlungen ergaben, dass Auvinen jahrelang ein Opfer von Mobbing in der Schule gewesen war. Er hatte auch psychische Probleme. 2006 hatte ihm ein Arzt wegen einer Panikstörung und einer sozialen Phobie Serotonin-Wiederaufnahmehemmer verschrieben, obwohl diese in Finnland für Minderjährige nicht empfohlen werden. Ein Versuch der Eltern, ihn in eine Psychiatrie einzuweisen, schlug fehl, da ihnen gesagt wurde, dass seine Symptome dafür nicht ernsthaft genug ausgeprägt gewesen seien und sie stattdessen die Dosierung erhöhen sollten.
In seinem Abschiedsbrief beschrieb sich Auvinen als „zynischer Existenzialist, antihumanistischer Humanist, antisozialer Sozialdarwinist, realistischer Idealist und [als] ein gottgleicher Atheist“. In diesem ließ er auch verlauten, dass er bereit sei, bei seinem Amoklauf selbst zu sterben, was er auch in die Tat umsetzte. Auvinen kündigte an, „alle [zu] eliminieren, die sich als wertlos, als Blamage für die menschliche Rasse und als Ausfall der natürlichen Selektion erweisen“, weil die Menschheit zu 94 Prozent aus geistlosen „Massenmenschen“ bestehe. Der Täter verehrte Eric Harris und Dylan Klebold, die beiden Täter des Amoklaufs an der Columbine High School, und war im Besitz eines schwarzen T-Shirts mit der weißen Aufschrift „Humanity is overrated“ („Die Menschheit ist überbewertet“ oder „Menschlichkeit ist überbewertet“), welche der Fernsehserie Dr. House entlehnt war. Er behauptete weiterhin, mit Bezug auf ein Zitat von Harris, dass es nicht wert sei, für die menschliche Rasse zu kämpfen, sondern nur, diese auszulöschen. Seine Gedanken waren unter anderem von Platon, Friedrich Nietzsche, Theodore Kaczynski und Pentti Linkola beeinflusst.

## Reaktionen
Für den Tag nach der Tat wurde Staatstrauer angeordnet, zudem wurde im Dom von Helsinki ein Gedenkgottesdienst abgehalten. Der finnische Ministerpräsident Matti Vanhanen kündigte in Anbetracht des Umstandes, dass der Amokläufer im Besitz eines Waffenscheins war, eine Überprüfung der Waffengesetze an.